# شرايين بين الفصيصات
الشرايين القشرية الشعاعية، المعروفة سابقًا باسم الشرايين بين الفصوص،  هي أوعية دموية كلوية تنطلق بزوايا قائمة من جانب الشرايين المقوسة المتجه نحو المادة القشرية. تمر الشرايين بين الفصوص للخارج مباشرة بين أشعة اللبية لتصل إلى الغلالة الليفية، حيث تنتهي في الشبكة الشعرية لهذا الجزء.
في مسارها الخارجي، فإنها تعطي الفروع الجانبية، وهي الشرايين الواردة التي تزود الكريات الكلوية. ثم تدخل الشرايين الواردة محفظة بومان وتنتهي في الكبيبة.

## اسم
- يشير لوت إليها باسم «الشرايين الشعاعية القشرية (التي كانت تسمى سابقًا الشرايين بين الفصيصات)» [2]
- يشير إليها ميشر وآخرون باسم «الشرايين بين الفصوص (أو الشرايين الشعاعية القشرية)» [3]

## روابط خارجية
- صور نسيجية: 16015loa — نظام تعلم علم الأنسجة في جامعة بوسطن - "Urinary System: kidney, H&E, interlobular artery and vein"